# Giorgio Giovannini
Giorgio Giovannini (Frascati, 26 maggio 1925 – Fiumicino, 31 marzo 2007) è stato uno scenografo italiano.

## Biografia
Ha lavorato per le scenografie di vari film di Federico Fellini (Fellini Satyricon, 1969, Amarcord, 1973, La città delle donne, 1980, La dolce vita, 1960, Roma, 1972, e Il Casanova di Federico Fellini, 1976). Ha partecipato inoltre a vari film di Steno. In tre film ha lavorato con lo scenografo Flavio Mogherini (La valigia dei sogni, 1953, Siluri umani,1954, e Ercole e la regina di Lidia, 1959). La sua filmografia contiene 69 opere.

## Filmografia

### Scenografo

#### Cinema
- Racconti d'estate, regia di Gianni Franciolini (1958)
- Totò nella luna, regia di Steno (1958)
- I tartassati, regia di Steno (1959)
- Tempi duri per i vampiri, regia di Steno (1959)
- Il mattatore, regia di Dino Risi (1960)
- La maschera del demonio, regia di Mario Bava (1960)
- Spade senza bandiera, regia di Carlo Veo (1961)
- Il gigante di Metropolis, regia di Umberto Scarpelli (1961)
- Il pianeta degli uomini spenti, regia di Antonio Margheriti (1961)
- I due marescialli, regia di Sergio Corbucci (1961)
- Totò diabolicus, regia di Steno (1962)
- Lo smemorato di Collegno, regia di Sergio Corbucci (1962)
- Totò e Peppino divisi a Berlino, regia di Giorgio Bianchi (1962)
- Totò di notte n. 1, regia di Mario Amendola (1962)
- I due colonnelli, regia di Steno (1963)
- Totò contro i quattro, regia di Steno (1963)
- I quattro moschettieri, regia di Carlo Ludovico Bragaglia (1963)
- L'ultimo uomo della Terra, regia di Ubaldo Ragona o Sidney Salkow (1964)
- In Italia si chiama amore, regia di Virgilio Sabel (1964)
- L'avventuriero della Tortuga, regia di Luigi Capuano (1965)
- Episodio: Una giornata decisiva, di I complessi, regia di Dino Risi (1965)
- Il ladro della Gioconda, regia di Michel Deville (1966)
- Lo scandalo, regia di Anna Gobbi (1966)
- 3 pistole contro Cesare, regia di Enzo Peri (1967)
- Due croci a Danger Pass, regia di Rafael Romero Marchent (1967)
- ...4..3..2..1...morte, regia di Primo Zeglio (1967)
- Little Rita nel West, regia di Ferdinando Baldi (1967)
- Il mio corpo per un poker (The Belle Starr Story), regia di Piero Cristofani e Lina Wertmüller (1968)
- Donne... botte e bersaglieri, regia di Ruggero Deodato (1968)
- Giugno '44 - Sbarcheremo in Normandia, regia di Henry Mankiewicz (1968)
- Quarta parete, regia di Adriano Bolzoni (1968)
- L'alibi, regia di Adolfo Celi, Vittorio Gassman e Luciano Lucignani (1969)
- Eat It, regia di Francesco Casaretti (1969)
- Per grazia ricevuta, regia di Nino Manfredi (1971)

#### Televisione
- La sonata a Kreutzer, regia di Gabriella Rosaleva - film TV (1985)
- Non basta una vita - serie TV (1988)

### Altre mansioni
- La valigia dei sogni (1953), regia di Luigi Comencini, (arredatore)
- Siluri umani (1954), regia di Antonio Leonviola (arredatore) (non accreditato)
- Una voce, una chitarra, un po' di luna, regia di Giacomo Gentilomo (1956)
- Belle ma povere (1957), regia di Dino Risi, (arredatore)
- Susanna tutta panna (1957), regia di Steno, (assistente direttore artistico)
- Femmine tre volte (1957), regia di Steno, (assistente direttore artistico)
- Tuppe tuppe, Marescià! (1958), regia di Carlo Ludovico Bragaglia, (scenografie set)
- La maja desnuda (1958), regia di Henry Koster e Mario Russo, (assistente scenografo)
- La mina (1958), regia di Giuseppe Bennati, (arredatore)
- Ercole e la regina di Lidia (1959), regia di Pietro Francisci, (assistente architetto)
- La dolce vita (1960), regia di Federico Fellini, (assistente scenografo)
- Ladro lui, ladra lei (1960), regia di Luigi Zampa, (assistente direttore artistico)
- Ester e il re (1960), regia di Mario Bava e Raoul Walsh, (architetto-scenografo)
- Gli invasori (1961), regia di Mario Bava, (scenografie set)
- Sodoma e Gomorra (1962), regia di Robert Aldrich, (assistente scenografo) (non accreditato)
- I normanni (1962), regia di Giuseppe Vari, (scenografie set)
- La ragazza che sapeva troppo, regia di Mario Bava (1963) (architetto-scenografo)
- Finché dura la tempesta (1963), regia di Bruno Vailati e Charles Frend, (architetto-scenografo)
- I tre volti della paura (1963), regia di Mario Bava (architetto-scenografo)
- Ercole sfida Sansone (1963), regia di Pietro Francisci, (architetto-scenografo)
- I marziani hanno 12 mani (1964), regia di Castellano e Pipolo, (scenografie set)
- I lunghi capelli della morte (1964), regia di Antonio Margheriti, (architetto-scenografo) (con il nome George Greenwood)
- Roma contro Roma (1964), regia di Giuseppe Vari, (scenografo)
- Terrore nello spazio (1965), regia di Mario Bava, (arredatore)
- La sfida dei giganti (1965), regia di Maurizio Lucidi, (architetto-scenografo)
- El desperado (1967), regia di Franco Rossetti, (architetto-scenografo)
- Operazione San Pietro (1967), regia di Lucio Fulci, (architetto-scenografo)
- I lunghi giorni dell'odio (1968), regia di Gianfranco Baldanello, (arredatore)
- Escalation (1968), regia di Roberto Faenza, (architetto-scenografo)
- Stasera Fernandel, regia di Camillo Mastrocinque - serie TV (1968)
- Fellini Satyricon (1969), regia di Federico Fellini, (architetto-scenografo)
- Roma (1972), regia di Federico Fellini, (assistente direttore artistico)
- Fratello sole, sorella luna (1972), regia di Franco Zeffirelli, (architetto-scenografo)
- Ming, ragazzi! (1973), regia di Antonio Margheriti, (architetto-scenografo)
- Amarcord (1973), regia di Federico Fellini, (architetto-scenografo)
- Carambola (1974), regia di Ferdinando Baldi, (arredatore)
- Il Casanova di Federico Fellini (1976), regia di Federico Fellini, (scenografie set)
- La città delle donne (1980), regia di Federico Fellini, (architetto-scenografo)
- Il nome della rosa (1986), regia di Jean-Jacques Annaud, (architetto-scenografo)
- Le avventure del Barone di Munchausen (1988), regia di Terry Gilliam, (architetto-scenografo)